# Ana Campos
Ana Campos (Viseu, 1952) é uma médica especialista em Ginecologia e Obstetrícia, atictivista feminista e considerada uma das figuras históricas na luta pelo direito ao aborto, em Portugal.

## Biografia
Ana Campos nasceu em Viseu, no seio de uma família de professores politizados. Viveu em Moçambique, país para onde os pais emigraram quando ela tinha quatro anos e meio e, já jovem, inscreveu-se em Medicina, nos Estudos Gerais Universitários de Moçambique. Não terminou o curso nessa Universidade e mudou-se para Coimbra e mais tarde, em 1971, mudou-se para Lisboa.
Fez o internato geral, no Hospital Santa Maria e, após o episódio que aí viveu com uma mulher que morreu por ter feito um aborto em condições precárias, decidiu especializar-se em Ginecologia e Obstetrícia. Após o 25 de Abril de 1974, e aquando da implementação do Serviço Nacional de Saúde (SNS), Campos integrou, em 1977, o programa Serviço Médico à Periferia, em Reguengos de Monsaraz, tendo criado nessa vila a consulta de planeamento familiar.
Campos foi directora Clínica Adjunta do Serviço de Ginecologia / Obstetrícia da Maternidade Alfredo da Costa tendo, entre outros casos, coordenado a equipa que acompanhou, em 2016, o caso inédito em Portugal, de um bebé cujas últimas semanas de gestação ocorreram após morte cerebral da sua mãe.
Após a legalização do aborto em Portugal, em 2007, Campos acompanhou a implementação das práticas de interrupção voluntária da gravidez (IVG), no SNS, tendo feito parte do grupo de trabalho responsável pela elaboração dos procedimentos de implementação da lei.
Campos é associada da Associação de Planeamento Familiar e membro da sua Assembleia Geral.

## O seu percurso como activista
Campos iniciou o seu percurso como activista pelos direitos das mulheres, em 1970. Em 1971, interessou-se pelo movimento estudantil trotskista que lutava contra a Guerra Colonial e a ditadura em Portugal. Foi na sequência da participação numa manifestação estudantil que foi detida a 13 de Dezembro de 1973.
Em 1979, enquanto membro da Liga Comunista Internacionalista, integra a primeira Campanha Nacional pelo Aborto e a Contracepção, tendo sido um dos elementos mais dinamizadores do movimento, nomeadamente nas reuniões para elaboração de um projecto de lei sobre a despenalização do aborto.
Em 2007, aquando do segundo referendo da despenalização da interrupção voluntária da gravidez, integrou juntamente com Maria José Alves e Idalina Rodrigues e também outros médicos, o movimento "Médicos pela Escolha", defensores do Sim, no referendo.
Campos integrou o movimento que lutou, em 2012, contra o encerramento da Maternidade Alfredo da Costa.

## Publicações
- Em 1979, participa na colectânea de textos Aborto e Contracepção Um Direito, Uma Escolha - A Luta Internacional das Mulheres, sobre a luta das mulheres pelo direito ao aborto e à contacepção.[13]
- Em Janeiro de 2007, um mês antes da realização do referendo, publicou o livro Crime ou Castigo? Da perseguição contra as mulheres até à despenalização do aborto (ISBN:9789724030685), que teve como ponto de partida a sua dissertação de mestrado, em que apresenta o contexto histórico sobre a contracepção e o aborto, bem como a evolução legislativa e o caso português.[14][15]
- Em 2013, juntamente com Ricardo Sá Fernandes, coordena o livro Em defesa da Maternidade Alfredo da Costa.[16]

## Reconhecimentos
- 2016 - Voto de louvor da direcção do Colégio de Ginecologia e Obstetrícia (Portugal) pelo trabalho desempenhado ao longo da sua carreira como ginecologista;[17]

## Ligações Externas
- 10 Minutos com Ana Campos - entrevista da jornalista Carolina Reis a Ana Campos sobre os 10 anos da lei que permite a interrupção voluntária da gravidez,a pedido da mulher.